# Война на Католическата лига
Войната на Католическата лига е всъщност Деветата и последна религиозна война във Франция (1589 – 1598). По това време хугенотите се оказват в странното положение да воюват от името на короната, тъй като техният лидер Анри Наварски става крал под името Анри ІV. Обратно, Католическата лига се оказва в опозиция и издига конкуретен крал – Шарл дьо Бурбон, който получава името Шарл Х. Освен това католиците се обвързват с Испания, което се отразява на тяхната популярност, а след смъртта на Шарл Х испанският крал Фелипе ІІ поема войната против законния крал.
Ключови моменти в тази война са битките при Арк (1589) и Иври (1590), обсадата на Париж и влизането на херцога на Парма в града; преминаването на Анри ІV към католицизма, посрещането му в Париж; обявяването на война на Испания и битката при Фонтен-Франсез; издаването на Нантския едикт и мирът от Вервен.

## Предистория
Религиозните войни започват през 1562 г. като съперничество между хугенотите (протестантите) и католиците. Католиците имат военно превъдходство (битките при Дрьо и Жарнак), докато короната се стреми да балансира и да играе ролята на арбитър. Крале в този период са синовете на Анри ІІ – Шарл ІХ и Анри III, които остават бездетни. Те често правят отстъпки на хугенотите (едиктите от Амбоаз и Сен Жермен), с които им гарантират свобода на изповеданието и различен брой „сигурни места“ – тоест крепости на тяхно разположение. Водораздел се оказва масовото клане на хугеноти на 24 август 1572 г., известно с името Вартоломеева нощ. С този акт, одобрен от краля и кралицата майка, короната застава на страната на католиците, докато хугенотите виждат в нея свой враг. Ситуацията отново се променя със създаването на Католическата лига от Анри дьо Гиз през 1584 г. Лигата става толкова влиятелна в Париж, че Анри ІІІ се принуждава да го напусне, както и да организира убийството на ръководителя ѝ (виж Война на тримата Анри).
По време на Деня на барикадите през 1588 г. парижани въстават и обявяват столицата за свободна комуна, симпатизираща на Гизите. Кралят се принуждава да се съюзи с Анри Наварски, за да настъпят заедно срещу Париж, но на 2 август пада убит при покушение. С това приключва не само властването на династията Валоа, но и осмата религиозна война. В действителност деветата война е пряко нейно продължение и според много исторически школи (включително френската) двете последни войни са всъщност една и съща.

## Войната за Париж

### Надмощие на Анри ІV
Когато Анри Наварски става френски крал, ситуацията е много сложна. Неговите династични права са безспорни, тъй като е наследник на Луи ІХ, но той е хугенот, който веднъж вече е приел католицизма и се е отрекъл от него. Повечето му последователи в т. нар. Роялистка партия също са хугеноти, докато католиците го ненавиждат. В своята клетва, когато проема короната, той обещава да защитава католическата вяра и да преследва всички ереси. Реално контролира не повече от една трета от страната. Новият водач на Католическата лига – херцог дьо Майен (брат на Анри дьо Гиз) се обръща за помощ към Фелипе ІІ, който нарежда на Александър Фарнезе (херцог на Парма) да се намеси с армията си в Нидерландия. Лигата обявява за крал Шарл дьо Бурбон – също далечен наследник на Луи ІХ. Той е признат от испанците за законен наследник още с договора от Жоанвил през 1584 г., но има един нерешим проблем: пленник е на Анри Наварски и може всеки момент да бъде ликвидиран. (Действително, той е убит на 9 май 1590 г. в замъка Фонтене-льо-Конт).
Законният крал трябва да се откаже от плановете да обсади Париж още през 1589 г., защото привържениците на покойния Анри ІІІ напускат армията му. Вместо това хугенотската армия се придвижва на север, към Нормандия, където се надява да получи помощ от Англия. Майен я последва и на 21 септември я атакува при Арк, близо до Диеп. Битката завършва с неочаквана победа за Анри ІV, който за първи път показва качества на талантлив военачалник. По-късно англичаните пристигат и Майен бързо отстъпва обратно към Париж. Анри за първи път обсажда столицата, но няма шанс да преодолее здравите стени и се налага да се оттегли.
През зимата на 1589 – 90 г. хугенотите овладяват средното течение на река Лоара и обсаждат Дрьо. Тази крепост е твърде близо до Париж, за да останат католиците пасивни. Майен се приближава, за да освободи града, но е пресрещнат при Иври. Там на 14 март 1590 г. се разиграва решителна битка, в която католиците претърпяват съкрушително поражение. Оттук нататък те вече не могат да се противопоставят на краля на открито бойно поле.

### Обсадата на Париж
След големия си успех Анри ІV има кратката възможност да превземе Париж, но се забавя твърде много и го заварва подготвен за отбрана. Столицата обаче не е добре запасена с храна, така че 300-хилядното ѝ население страда от непознат глад. Бързо са изядени вкички животни – коне, кучета и котки. Цените на хранителните стоки нарастват 200 пъти. Отчаяните ръководители на лигата изпращат послание до херцога на Парма и той тръгва на юг. На 30 август Анри сваля обсадата, за да го пресрещне. До битка не се стига, защото испанските сили ловко заобикалят френските позиции и се озовават зад гърба им. Така в началото на септември те влизат в Париж, където са приети от възторжената тълпа. Викове „Да живее крал Филип ІІ!“ се разнасят над града. След като заздравяват отбранителните способности на града и осигуряват доставянето на голямо количество храна, те се отправят отново към Нидерландия. Все пак основната им задача е да воюват с въстаналите холандци.

### Анри ІV приема католицизма
Кралят апелира за подкрепа към протестантските сили и получава около 20 000 души – германци, холандци и англичани. С армия от повече от 40 000 войници той се отправя към градовете на североизток, които са останали верни на Лигата – през август 1591 г. превзема Ноайон, след това безуспешно обсажда Руан. Тази активност налага повторна намеса на Парма. Той изпраща войски в обсадения град, но личното пристигане му коства живота – ранен при една случайна престрелка, той умира през декември 1592 г. Неговата намеса води до обрат на военните действия – Лигата побеждава кралските войски при Краон (май 1592), завзема областите Мен и Анжу и град Каркасон на юг.
В началото на 1593 г. херцог Майен свиква Генерални щати в Париж, за да изберат нов крал на мястото на починалия Шарл Х. Оказва се, че няма подходящ кандидат, затова Фелипе ІІ предлага дъщеря си Изабела – внучка на Анри ІІ, омъжена за австрийския ерцхерцог Албрехт. Естествено, перспективата Хабсбургите да седнат на френския престол се посреща с широко неодобрение и щатите не вземат решение. Тяхната работа обаче стряска Анри и той решава, че е време да приеме за втори път католицизма. След разговори с епископи, на 25 юли той официално минава в лоното на католическата църква в абатството Сен Дени. Това той прави произнасяйки прочутата фраза „Париж си струва една литургия!“. Папата и мнозинството членове на Лигата не вярват в искрените му намерения и отказват да го признаят за крал. Широките маси обаче са удовлетворени и са готови да приемат бившия хугенот за свой владетел.
На 27 февруари 1594 г. Анри официално е коронован в Шартър, тъй като Реймс е под контрола на Лигата. На 22 март той влиза в Париж без съпротива. Малък брой привърженици го приветстват, но повечето граждани наблюдават апатично. Испанският гарнизон на херцог Ферия напуска с почести и в боен ред. В 8 часа сутринта Анри присъства на празнична литургия в Нотр Дам. Демонстрациите на новата му вяра продължават и му спечелват все по-голяма популярност сред парижани.

## Войната с Испания и краят на вътрешната съпротива
Жестът на краля с приемането на католицизма предизвиква бърз упадък в позициите на Католическата лига. Само за няколко месеца на негова страна минават редица градове и цели региони: Руан, Орлеан, Тулуза, Амиен, а Лаон пада след обсада. Няколко от ръководителите на лигата правят същото, други се примиряват с неизбежното. Само шепа упорити благородници около херцог Майен продължават да са против Анри, за което имат испанска подкрепа. Когато на 17 януари 1595 г. Франция обявява война на Испания, те се оказват ренегати и не променят позицията си. Испанците поставят гарнизони в редица градове на север и запад, държани дотогава от Лигата. Така че войната, която Анри обявява, се очертава изключително трудна.
Първата акция е предприета от испанците. Откъм Франш Конте управителят на Милано дон Хуан де Валаско напредва към Дижон – град, в който хора на Майен държат цитаделата, а кралските войски я обсаждат. Кралят бързо се притичва на помощ и на 6 юни 1595 г. се сблъсква с нашествениците при Фонтен Франсез. В краткотрайната битка испанците са отблъснати с незначителни загуби, но достатъчни, за да се върнат обратно на своя територия. Победата има сериозни последици. Тя води пряко до капитулацията на Дижон и предизвиква Майен да сключи примирие с краля през септември. Дни по-късно папата признава новия френски крал – последна брънка от неговото установяване на престола.
Докато Анри воюва в Бургундия, испанците напредват от север. Голяма армия, начело с графа на Фуентес побеждава изпратените срещу нея сили, и обсажда Камбре. Останал без всякакви пари, кралят не намира начин да му помогне. Накрая гражданите въстават, отварят една от портите и на 9 октомври Камбре се предава. Следва капитулацията и на пристанищния град Кале (17 февруари 1596). Французите могат да отговорят с превземането на Ла Фер – най-южната испанска крепост в страната. През 1597 г. испанците застават пред Амиен. Когато по-рано градът подкрепя краля, той поставя условието в него да няма гарнизон. Сега това се оказва грешка. Група испански войници, преоблечени като селяни, завземат една от портите и пропускат основните сили (11 март). Французите веднага изпращат армия да възстанови положението. През април тя започва обсада, друга испанска армия идва на помощ, но войната с холандците ѝ попречва да спаси обсадените. Амиен се връща под френска власт на 25 септември.
Последният театър на войната става Бретан, където батът на Майен – херцог дьо Меркюр е последният непримирим враг на краля. Не отнема много време да бъде изоставен от войските си и градовете на областта да минат на страната на короната. Накрая кралят му плаща, за да се подчини (както прави с всички преди това – важна причина за огромните му дългове) и жени незаконния си син Сезар дьо Вандом за дъщерята на херцога. Оказва се, че Анри е чакал края на вътрешната съпротива, за да публикува на 15 април 1598 г. прочутия си Нантски едикт, с който гарантира на хугенотите не само религиозна свобода, но и редица крепости, в които да разполагат с войски и регионални събрания. На 2 май испанският крал, усещайки наближаващата смърт, приема да сключи мир с Франция. Договорът от Вервен връща на французите всички отнети в хода на войната крепости, освен Камбре. Така Войната на Католическата лига завършва с успех за Анри ІV – първия крал от новата Бурбонска династия.